# 조 스틸고
조 스틸고(영어: Joe Stilgoe, 1979년 5월 29일~)은 잉글랜드의 가수, 피아노 연주자, 송라이터이다.

## 음반

### 앨범
- 《I Like This One》 (2008)
- 《We Look to the Stars》(2012)
- 《Songs on Film》 (2014)
- 《The Heat Is On!》 (2019)